# 청명로
청명로(Cheongmyeong-ro)는 경기도 수원시 영통구 매탄동 에서 수원시 영통구 매탄동 영덕중사거리를 잇는도로이다.

## 주요 경유지
경기도
- 수원시 영통구 (매탄동)

## 노선
| 이름           | 접속 노선              | 소재지 | 소재지 | 비고 |
| -------------- | ---------------------- | ------ | ------ | ---- |
| (이름없음)     | 덕영대로               | 수원시 | 영통구 |      |
| 말티고개삼거리 | 매영로                 | 수원시 | 영통구 |      |
| 신성초교사거리 | 청명북로               | 수원시 | 영통구 |      |
| (이름없음)     | 청명남로               | 수원시 | 영통구 |      |
| 느티나무사거리 | 국도 제43호선 (봉영로) | 수원시 | 영통구 |      |
| 영덕중삼거리   | 영통로                 | 수원시 | 영통구 |      |

## 주요 건물및 시설
- 스타벅스 수원청명점 (청명로 88/영통동 1046-4)
- 영통지구대 (청명로 92/영통동 1046-2)
- 이마트24 영통건영점 (청명로 96/영통동 1047-1)
- GS칼텍스 영통주유소 (청명로 107/영통동 996-2)
- 수원지방법원 동수원등기소 (청명로 127/영통동 961-16)
- 경기도선거관리위원회 (청명로 131/영통동 961-3)